# 寧郷県 (離石区)
寧郷県（ねいきょう-けん）は、中華人民共和国山西省にかつて存在した県。現在の呂梁市離石区の一部に相当する。
南北朝時代、北周により設置された。隋代になると大業年間に廃止されている。